# Ernte
Die Ernte fasst alle Arbeiten zusammen, die zum Einbringen landwirtschaftlicher Gewächse und Früchte notwendig sind. Ziel aller zur Ernte angewandten Verfahren ist es, die landwirtschaftlichen Erzeugnisse in der Zeit, in der sie den Anbauzweck (menschlicher oder tierischer Verzehr oder sonstige Nutzung, z. B. Fasergewinnung) bestmöglich erfüllen, weitestgehend verlustfrei vom Anbaustandort wegzunehmen.

## Bedeutung

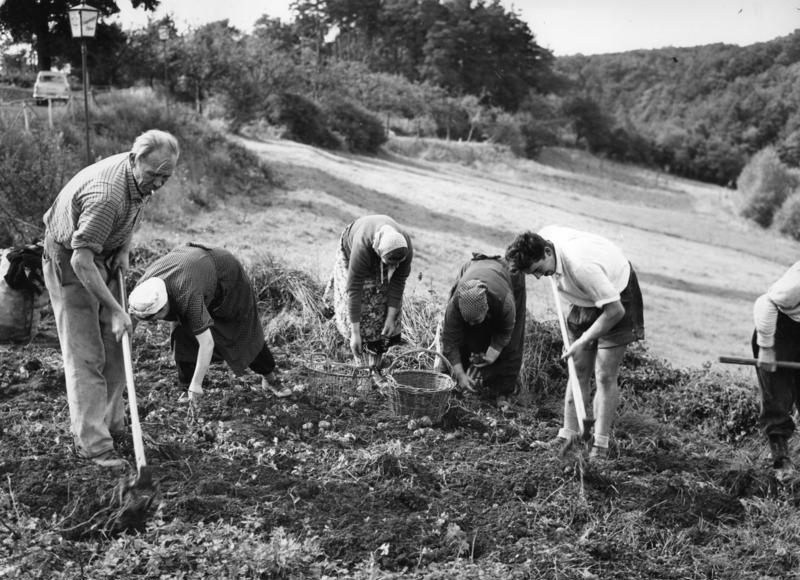
Kartoffelernte in Westdeutschland (1957)

Große Bedeutung für die Ernte haben:
- der richtige Zeitpunkt,
- das Wetter,
- die schnelle Abwicklung der notwendigen Arbeiten,
- Landtechnik.

Man unterscheidet in der heimischen Landwirtschaft folgende Haupternten:
- Die Grünfutterernte erstreckt sich auf alle grünen Futtergewächse, die (für die Winterfütterung) in konserviertem Zustand aufbewahrt werden sollen.
- Die Getreideernte umfasst Getreide sowie Öl- und Hülsenfrüchte.
- Die Hackfruchternte (mit der Hand „Stechen“ bzw. „Wurzelstechen“[2]) bringt Wurzel- und Knollengewächse (z. B. Kartoffeln und Zuckerrüben) ein.
- Bei Obsternten müssen Fruchtreife und Klimakterium (Botanik) beachtet werden.
- Im Weinbau erfolgt die Weinlese weitgehend von Hand.
- In der Imkerei als Teil der Landwirtschaft wird Honig hauptsächlich im Frühjahr und Sommer geerntet.

Die Ernte war zu allen Zeiten der wichtigste Zeitraum eines landwirtschaftlichen Jahres. Das erfolgreiche Einbringen und Lagern der Ernteerträge sicherte das Überleben im nächsten Winter. Gerade in nördlicheren Breiten Europas, in denen pro Jahr nur eine einzige Ernte eingebracht wird, bedeuteten Missernten oft Hungersnot, Armut und Tod.

### Forst- und Teichwirtschaft
Die Holzernte ist der forstwirtschaftliche Einschlag von Holz. Auch das herbstliche Abfischen in der Teichwirtschaft ist eine Ernte.

### Ertrag
Als Ertrag wird die Ernteeinfuhr pro Flächeneinheit (meist pro Hektar) aufgefasst. Methoden, um den Ertrag zu steigern, waren und sind beispielsweise Dreifelderwirtschaft, Dünger, Züchtung oder künstliche Bewässerung.

### Ernteschäden und Missernten

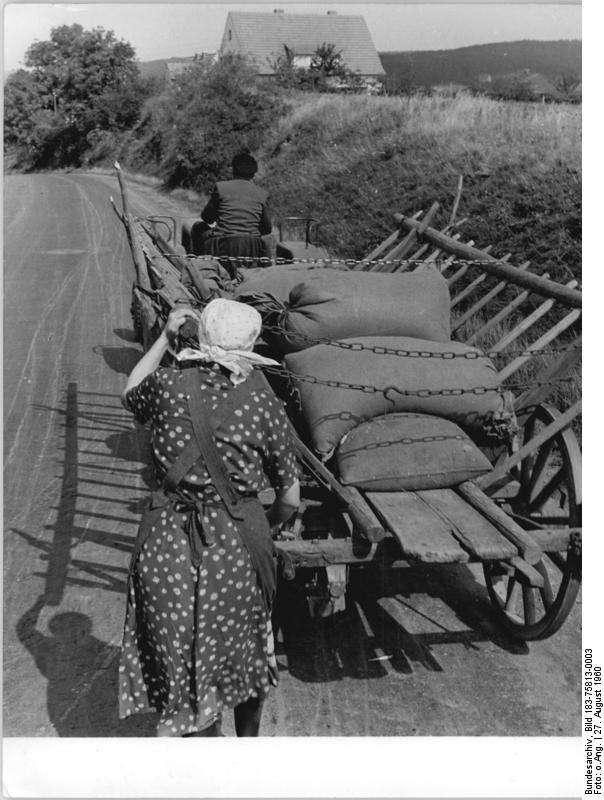
Ende August 1960 gab es bei Hofgeismar einen Ernterückstand. Durch schlechtes Wetter waren erst 20 % des Korns geerntet, der Rest war zur Hälfte unbrauchbar.

Unter Ernteschäden versteht man alle, durch meist natürliche Einflüsse entstandenen, Schäden an Feldfrüchten und Getreide, die die Güte oder Menge des Ernteertrags vor der Ernte negativ beeinflussen. Ernteschäden führen im größeren Maßstab zu Missernten. Sie treten oft infolge von extremen klimatischen Ereignissen wie langanhaltender Dürre, Unwettern, übermäßigem Schädlings- oder Krankheitsbefall (wie Insektenplagen, Pflanzenseuchen) oder Naturkatastrophen auf. Entstehen können sie durch Kartoffelkäfer, Kartoffelfäule, Getreideschwarzrost, Hagelschlag, Sturmschaden, Bodenerosion, Bodenschutz und andere Ursachen.
Als Missernte bezeichnet man eine Ernte mit einem sehr schlechten Ertrag. Dadurch gibt es oft Versorgungsprobleme im betreffenden Land. In früheren Jahrhunderten führten Missernten häufig zu Hungersnöten in der Bevölkerung. Die Ernährung der Menschen bestand aus landwirtschaftlichen Produkten, die nicht konserviert werden konnten. Auch Nutztiere, wie Kühe und Schweine, wurden mit diesen Produkten gefüttert und waren daher von Missernten betroffen. Missernten und darauf folgende Hungersnöte führten früher oft zu Auswanderungswellen in andere Länder oder Kontinente, beispielsweise Mitte der 1840er-Jahre nach der Großen Hungersnot in Irland aufgrund der Kartoffelfäule. Wetterfaktoren sind Temperaturextrema, Kältewelle und Hitzewellen. Ein Jahr ohne Sommer war das Jahr 1816 infolge eines Ausbruchs des Vulkans Tambora auf der Insel Sumbawa im heutigen Indonesien. Es folgte ein Vulkanischer Winter, wie der US-amerikanische Klimaforscher William Jackson Humphreys 1920 herausfand. Der Ausbruch hatte neben ungefähr 150 km3 Staub und Asche auch Schwefelverbindungen, die auf ein Schwefeldioxidäquivalent von 130 Megatonnen geschätzt werden, in die Atmosphäre geschleudert. Diese legten sich in hohen Luftschichten wie ein Schleier um den gesamten Erdball. Die Abkühlung des Weltklimas hielt bis 1819 an.
Die Erfindung des Kunstdüngers (das Haber-Bosch-Verfahren zur industriellen Herstellung von Ammoniak aus den Elementegasen Stickstoff und Wasserstoff wurde 1910 patentiert), Fortschritte in der Bodenkunde und die Mechanisierung des Pflügens (Traktoren ab den 1920er/30er-Jahren) trugen maßgeblich dazu bei, Missernten durch ausgelaugte oder übernutzte Böden zu vermeiden.

## Dank

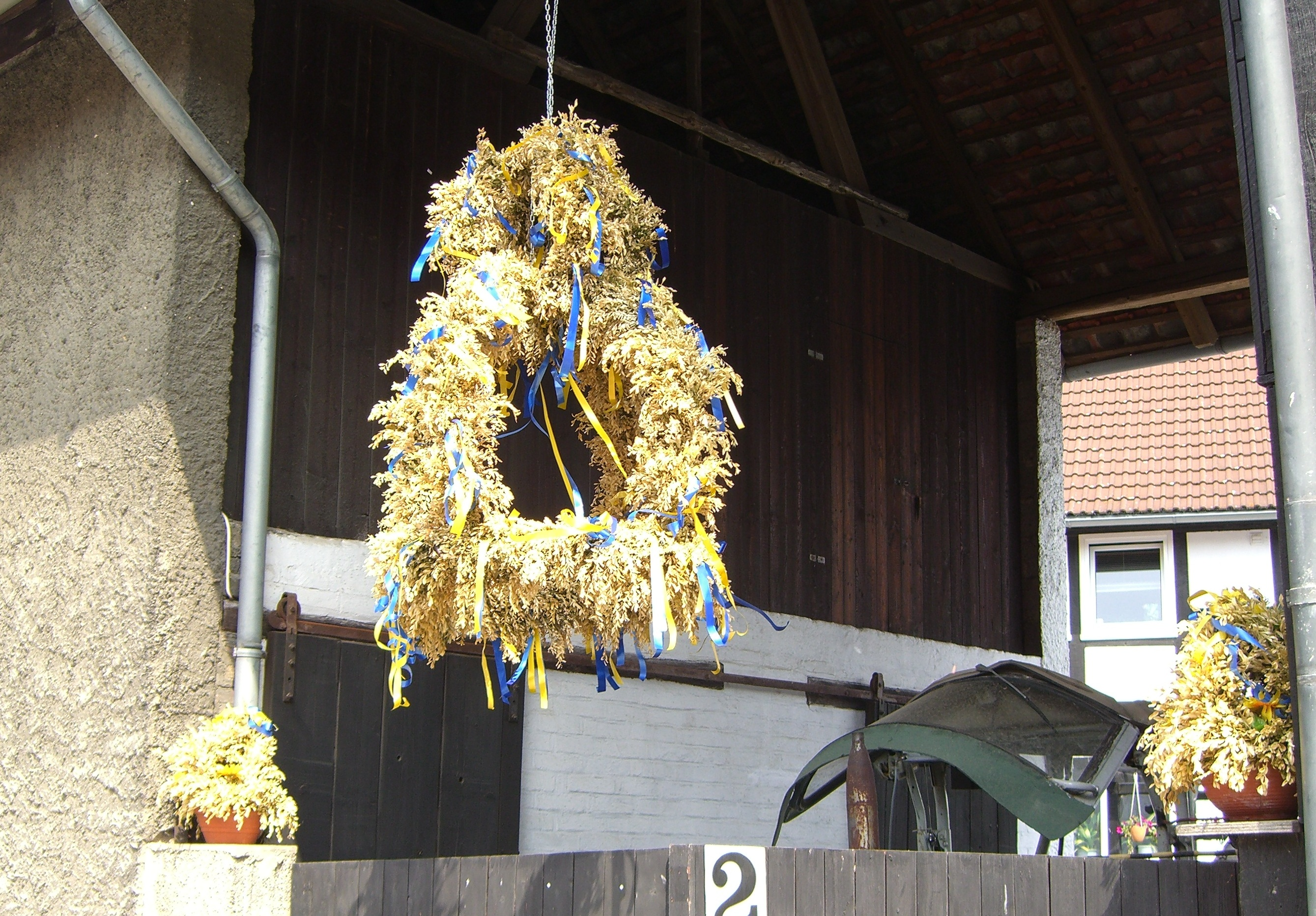
Erntekrone in Barmke

Die Ernte wurde deshalb schon bei den Griechen und Römern durch besondere Feierlichkeiten abgeschlossen. Das kirchliche Erntedankfest, in Deutschland meist am ersten Sonntag nach Michaelis (29. September) gefeiert, ist an die Stelle der heidnischen Ernteopfer getreten. Dabei wird Gott für das gute Gedeihen der Ernte im letzten Jahr gedankt.
Noch heute veranstalten Gutsherren Festlichkeiten, auf denen die Landarbeiter und ihre Familien bewirtet werden. Lokale Bräuche sind z. B. das so genannte Erntebier und der Erntekranz (oder die Erntekrone). Der Erntekranz besteht aus den letzten geernteten Ähren und wird dem Betriebsleiter (z. B. Gutsherrn) von der Belegschaft auf einer Mistgabel übergeben, womit von ihm der Arbeitslohn und ein Festessen eingefordert wird.